# Gastronomía de Bélgica

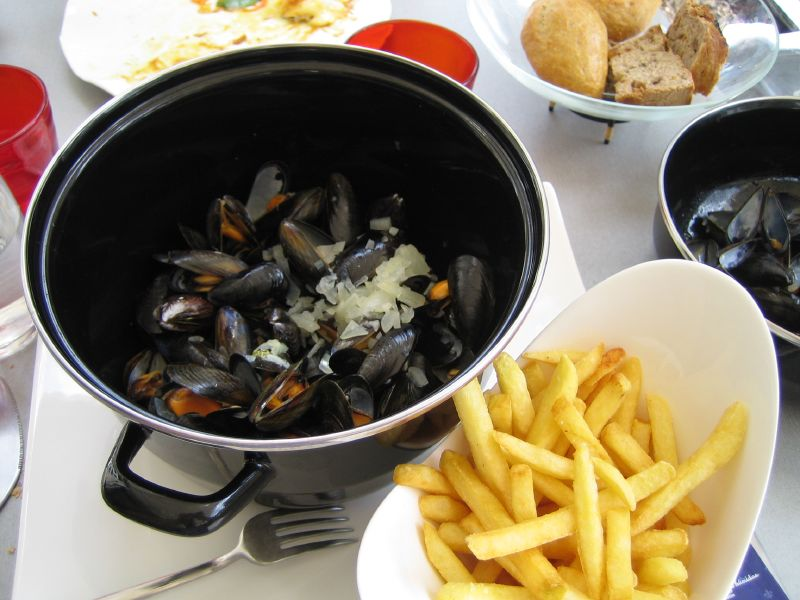
Moules-frites (mejillones con patatas fritas), uno de los platos más conocidos de la gastronomía belga.

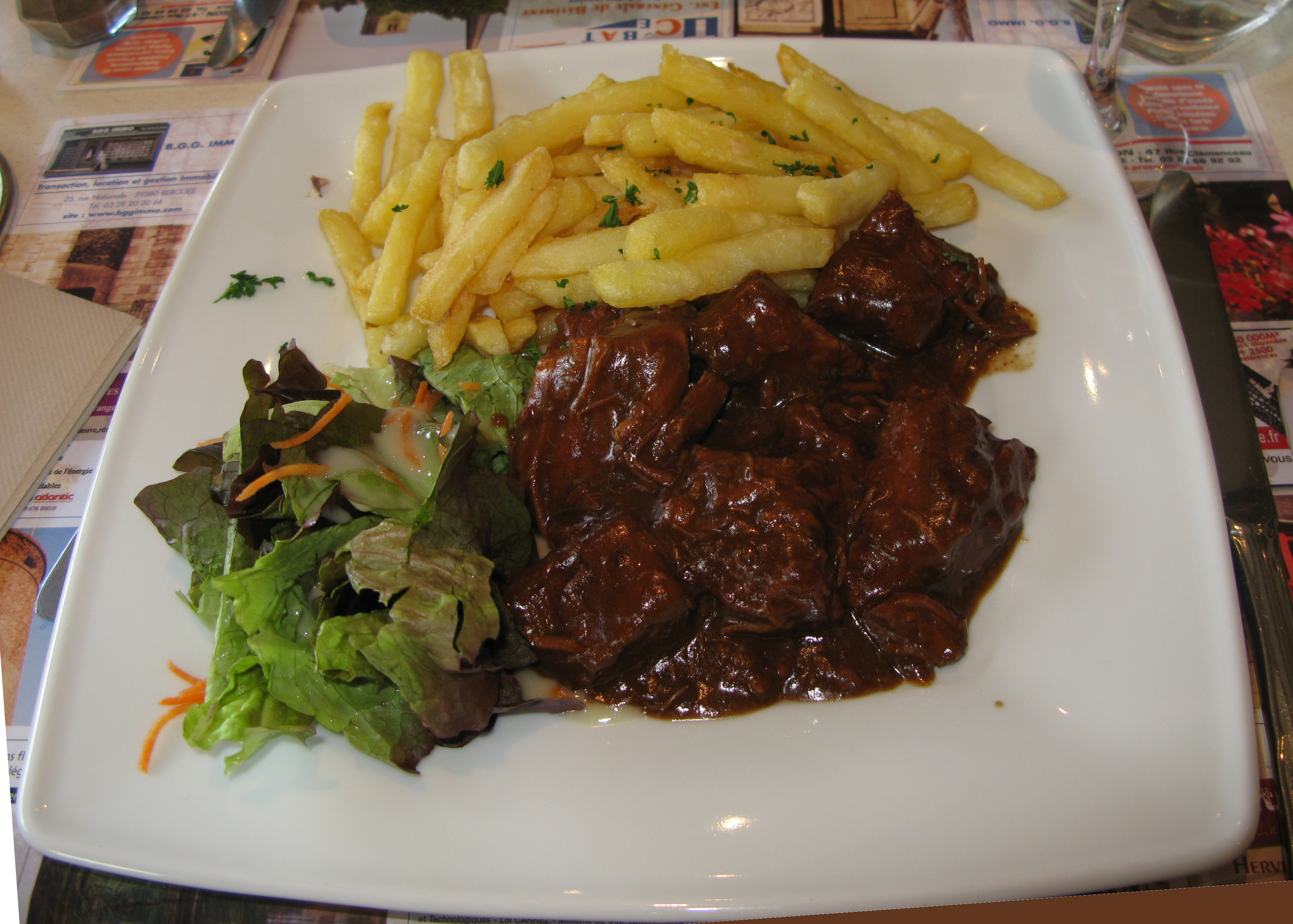
Carbonada flamenca, otro plato típico belga.

La gastronomía de Bélgica está muy influenciada por la cocina francesa, cocina neerlandesa, y durante los últimos años por la cocina del norte de África y de medio oriente, también por otras cocinas internacionales y mundiales. Se dice a menudo de los belgas que viven en una nación de Gourmands (francés) o de Bourgondiërs (neerlandés). Esta denominación se utiliza para indicar que los belgas tienen la tendencia de comer mucho y bien, que les gusta disfrutar de una bebida y de comer algo. El término está derivado de los duques de Borgoña, cuya corte fue conocida por su gran lujo y riqueza, y a quienes les gustaron las comilonas copiosas.
Bélgica cuenta con tantas estrellas Michelín por habitante como Francia.

## Características generales
Los belgas suelen comer tres veces al día: un desayuno, un almuerzo y una cena.
En la cocina se utilizan con preferencia productos regionales e ingredientes de temporada. Por eso, hay considerables diferencias en la cocina nacional, para un país tan pequeño. Así por ejemplo, platos con pescado y recetas con mejillones predominan en los menús de la costa belga, mientras que se utiliza sobre todo caza en las Ardenas. Tanto los flamencos como los valones han desarrollado cada uno sus propias recetas regionales.
El belga Charles de l’Écluse (1526-1609), también conocido bajo el nombre Carolus Clusius, ha jugado un papel importante en la dispersión de la patata en Bélgica y el resto de Europa. Desde su introducción, la patata constituye el producto con mayor importancia en la cocina rural belga. Otros productos preferidos en la cocina son la anguila, quisquillas del mar del Norte, mejillones, caza, jamón, endivias blancas y frutas como peras, fresas, manzanas etc. Los supermercados ofrecen una gran selección de alimentos de calidad y finura.
Es un dicho que en Bélgica se sirve la cantidad de comida de Alemania y la calidad de la cocina francesa. Es lo que representa también la apelación de Gourmands o Bourgondiërs.
Ya que Bélgica es un país bilingüe, de habla francesa y neerlandesa, los nombres de los platos pueden figurar en las dos lenguas en el menú de los restaurantes. Los restaurantes sirven un menú variado y rico en verduras con carne o pescado.

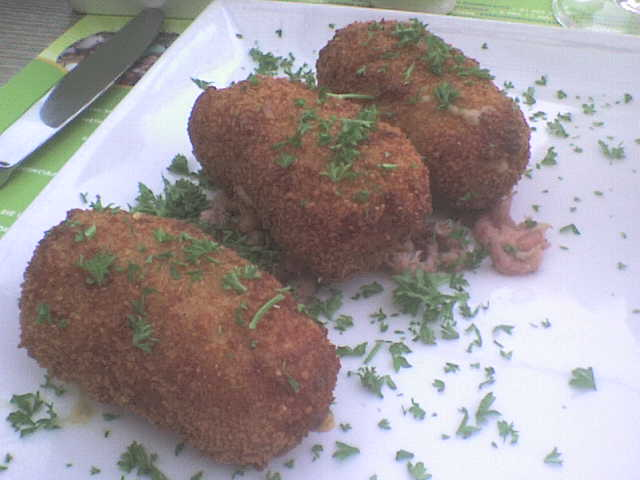
Croquetas de quisquillas.

### Entradas
- Asperges op z’n Vlaams (neerlandés) o espárragos a la flamenca son espárragos cocidos, servidos con huevos duros picados, una salsa a base de mantequilla derretida y a veces con quisquillas y perejil picado.
- Garnaalkroketten (neerlandés) o croquettes aux crevettes (francés): croquetas de quisquillas, a menudo servido con perejil frito en aceite.
- Tomaat crevette (neerlandés) o tomate aux crevettes (francés): tomates rellenos de quisquillas.
- Soep (neerlandés) o potage (francés): las sopas calientes juegan tradicionalmente un papel importante en la cocina belga. Se comen sobre todo en otoño y en invierno. Es un entrante típico en los menús o platos del día, los dagschotels (neerlandés) al mediodía en restaurantes flamencos.

### Platos principales

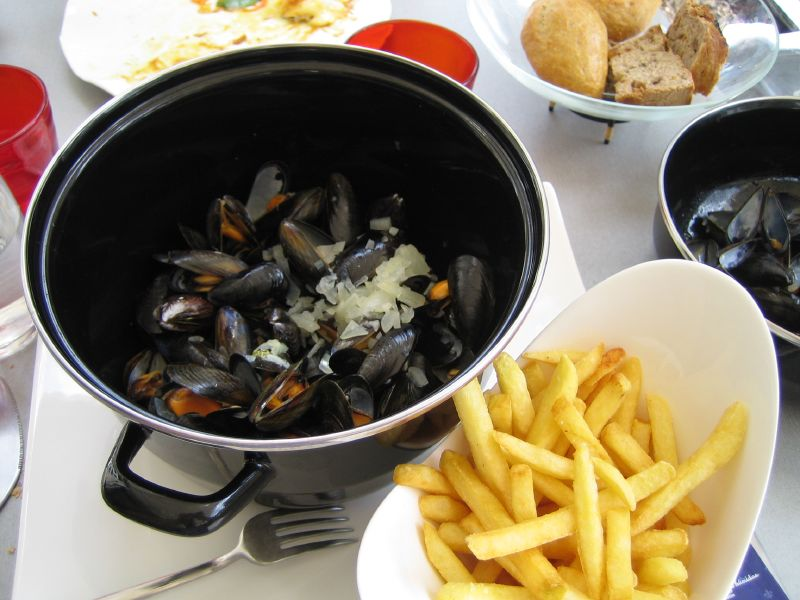
Moules Frites.

- Hutsepot (neerlandés) es un plato típico flamenco que se prepara en una cacerola en la que se estofan los ingredientes (sobre todo patatas, zanahorias, cebollas y puerro) a fuego lento, con tocino, salchicha o costillas.  A veces se añaden también coles de Bruselas o judías verdes.
- Algunos platos simplemente consisten en una pieza de carne con stoemp (neerlandés), un puré de patatas y verduras con ciertas añadiduras a la receta dependiendo de la región, como por ejemplo salchichas.
- Konijn met pruimen (neerlandés) se prepara con conejo, ciruelas pasas, cerveza de abadía (para la salsa), un cubito de caldo, cebollas, laurel, tomillo, sal y pimienta.
- Stoofvlees (neerlandés) o carbonade flamande (francés): carbonadas flamencas, elaboradas con carne de ternera a la brasa aderezada con diferentes hierbas aromáticas como laurel y tomillo, y acompañada de cebolla, azúcar, vinagre y cerveza, similar pues al boeuf bourguignon (francés) pero elaborada con cerveza en vez de vino tinto.
- Witloof in de oven (neerlandés) o chicons au gratin (francés): rollitos de endivias blancas en jamón cocido en una salsa bechamel con queso. Se espolvorea con queso y se prepara en el horno.
- Mosselen met frieten (neerlandés) o moules-frites (francés): un plato simple compuesto por mejillones cocidos (con apio, cebolla, zanahoria y pimienta) al vapor. Se suele comer el plato con patatas fritas y se acompaña tradicionalmente con una cerveza. La ración de mejillones servida típicamente en los restaurantes belgas es generalmente de un kilo y medio por persona (con cáscara); y se sirve a cada comensal en el recipiente de cocción.

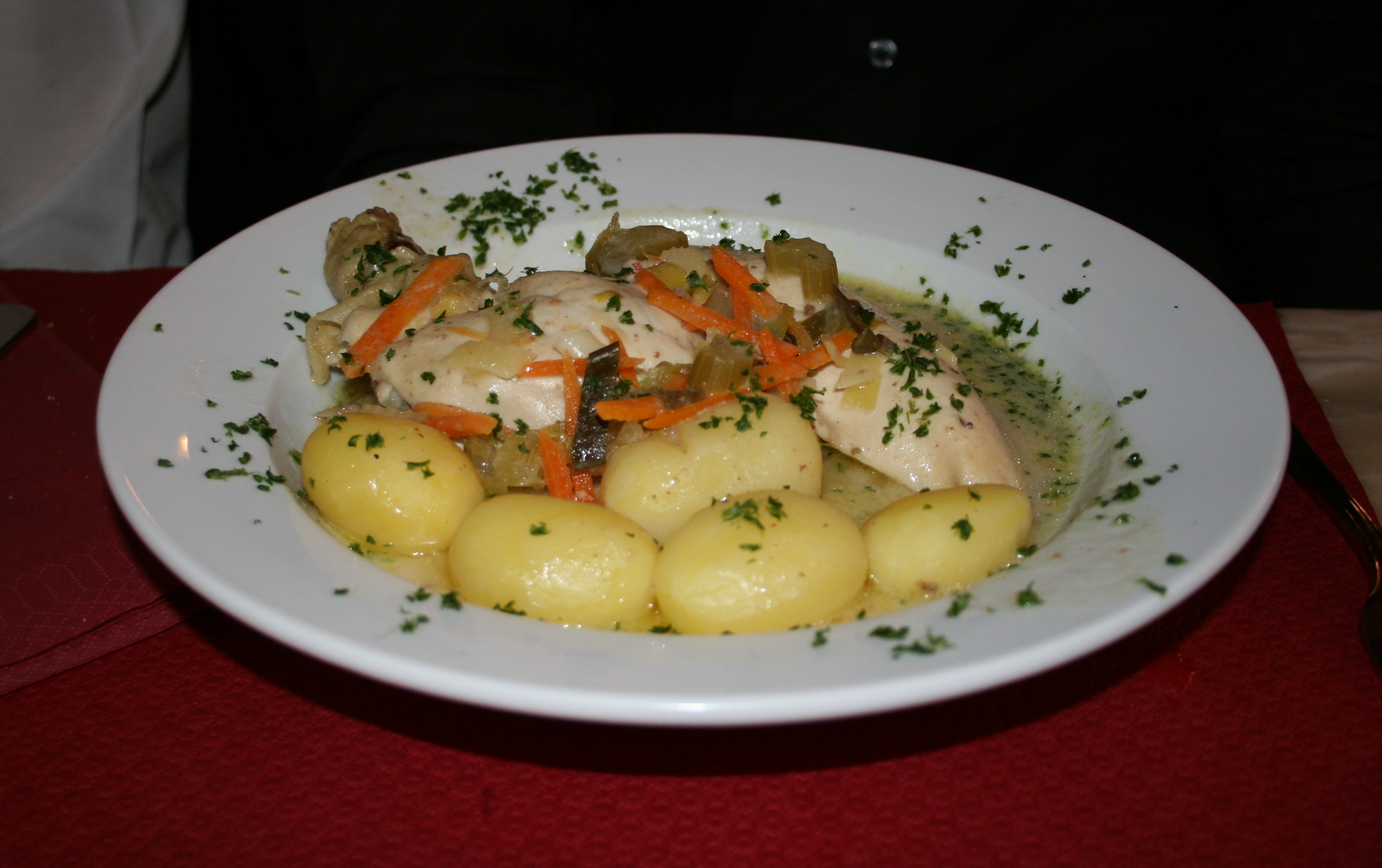
Un waterzooi típico de la culinaria de Bélgica.

- Waterzooi (neerlandés) es un plato típico de la ciudad de Gante. El Gentse Waterzooi es una sopa cremosa preparada con pollo o pescado, verduras (cebollas, zanahorias, puerros), nata y patatas. Se suele servir con pan.
- Paling in’t groen (neerlandés) o anguilles au vert (francés) es un plato con anguilas en una salsa verde preparada con entre otras espinacas, perifollo y limón. Se come tanto con patatas fritas como pan. Se suele servir este plato caliente, pero también se lo puede comer frío.

### Postres

#### Gofres

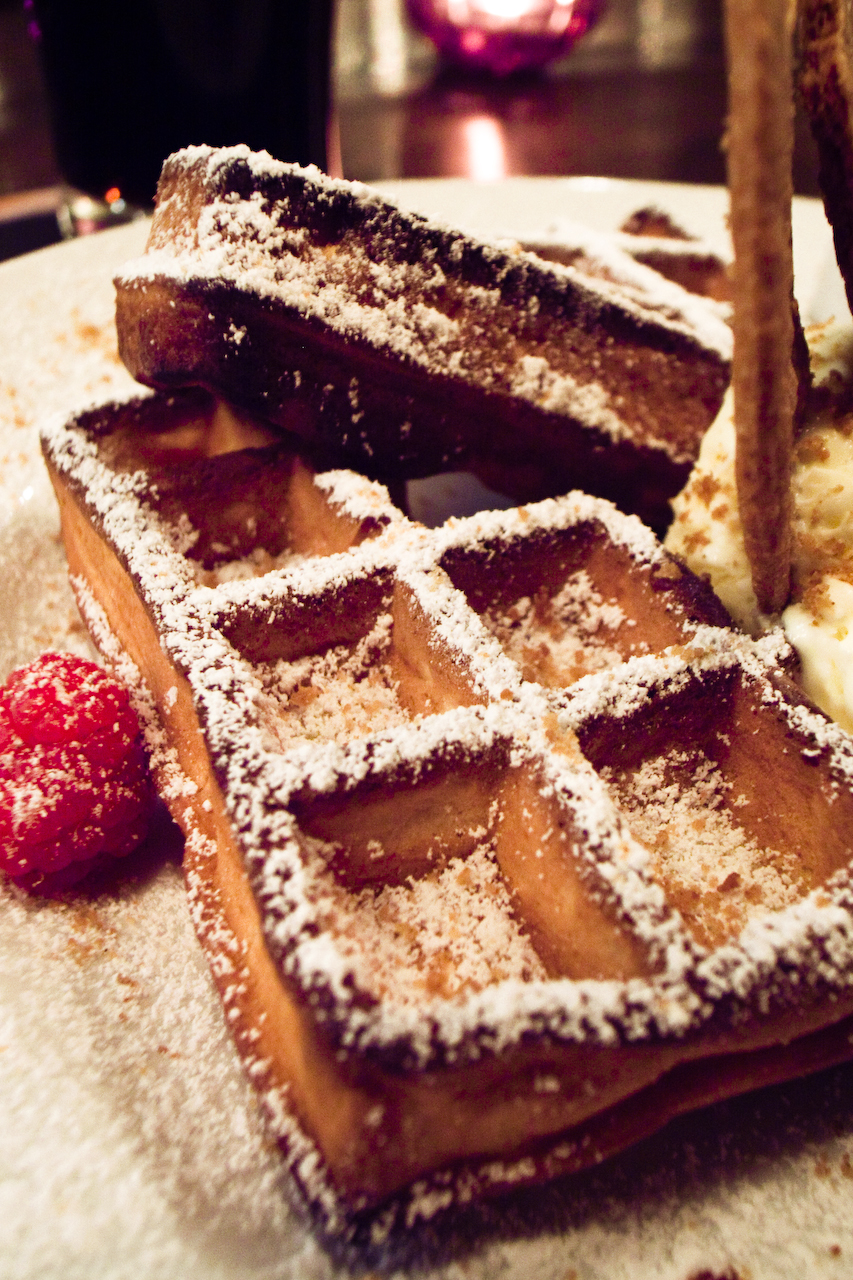
Gofre de Bruselas.

El gofre de Bruselas es un postre belga con fama internacional, al que a menudo se refiere con el nombre Belgian Waffle (inglés). Se dio a conocer el gofre como un producto belga en entre otras el New York World's Fair en 1964 y en la Expo 2005 en Japón.
Lo característico del gofre de Bruselas es su tamaño, su forma rectangular y sus profundas y grandes muescas. También es un pastel bastante ligero.  El gofre de Bruselas se come caliente, espolvoreado con azúcar o con nata.
Los gofres de Bruselas se preparan con harina, levadura, azúcar moreno, leche, agua, mantequilla, sal y clara de huevo batida a punto de nieve.
El gofre de Lieja es un postre belga que debe su nombre a la ciudad belga de Lieja (en francés: Liège). 
En general, el gofre de Lieja es mucho más pequeño, dulce y denso que el gofre de Bruselas, entre otras porque se añaden cristales de azúcar. Ya que estos gofres son más dulces, no se suele espolvorearlos con azúcar glas u otro acompañamiento, aunque es posible darles sabor con vainilla o canela. A veces se sirven con ‘toppings’ tales como frutas, nata y chocolate. 
En Lieja también se preparan boûkètes, un tipo de panqueque hecho con harina de trigo sarraceno, frito en manteca y adornado con pasas.

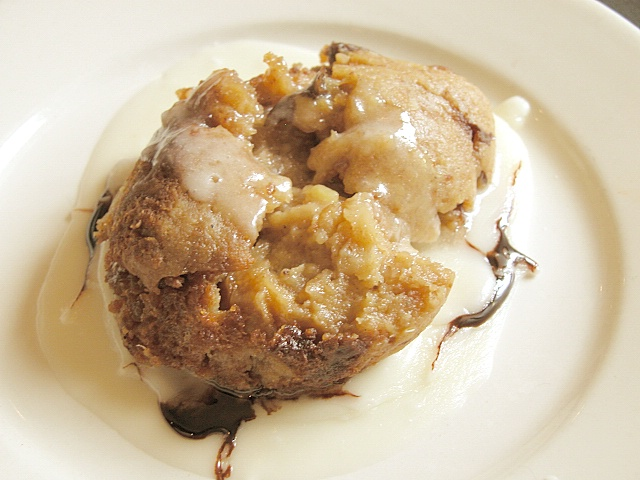
Budín de pan con salsa de whisky y vainilla.

#### Budín de pan
El budín, pudín, flan o torta de pan es una especialidad belga que probablemente tiene sus raíces en la Edad Media. 
Se prepara usando pan duro (normalmente de las sobras), manteca, leche, huevo, azúcar o miel de caña, especias (como canela, nuez moscada, clavo o vainilla) y fruta seca. El pan se pone en remojo (a menudo toda la noche), se exprime hasta secarlo y se mezcla con los demás ingredientes. La masa se pone en un molde y se hornea a 180 °C.
Puede servirse con una salsa dulce de algún tipo, como salsa de whisky, de ron o de caramelo, pero típicamente se espolvorea con azúcar y se toma frío en cuadrados o rebanadas.

#### Pastel de arroz

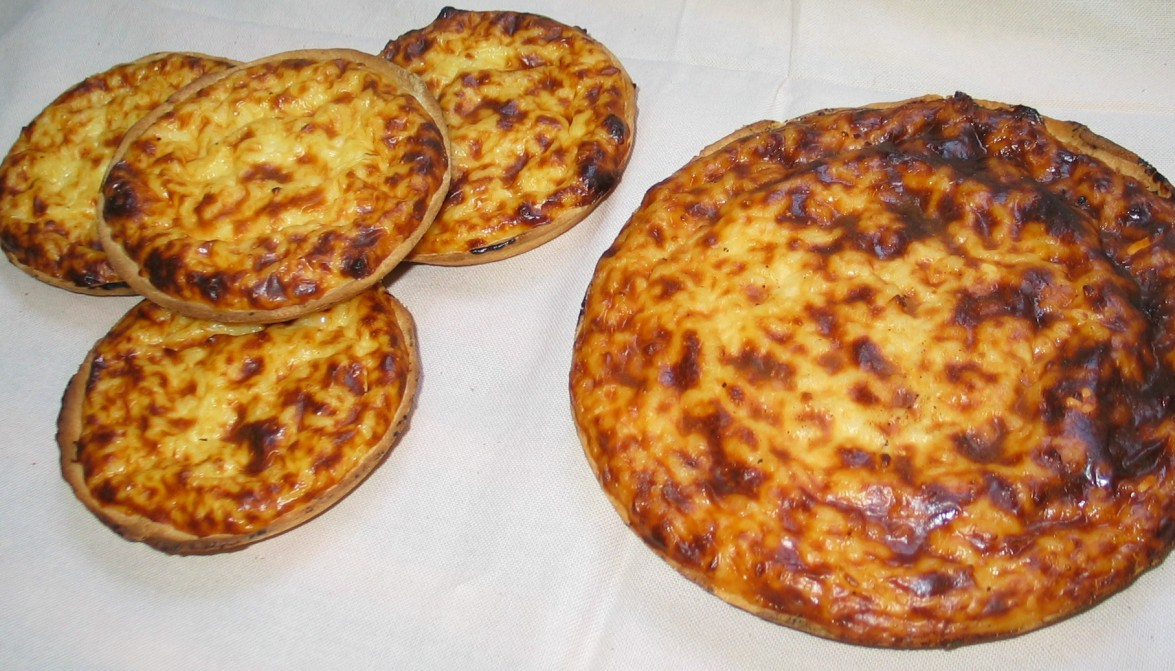
Tartas de arroz.

El pastel de arroz o tarta de arroz es un tipo de pastel que se come mucho en la región del Mosa y del Rin en la frontera entre Bélgica, los Países Bajos y Alemania. Existen diferentes recetas para el pastel de arroz, aunque sus creadores pretenden todos que preparan el único y verdadero pastel.
El pastel se compone de dos partes, es decir el fondo y el relleno. Estas dos partes se preparan separadamente. El fondo consiste en pasta de hojaldre y el relleno se prepara con arroz, azúcar, harina, vainilla azucarada, leche y huevos. A menudo se pone nata o viruta de chocolate encima del pastel.

## Productos belgas

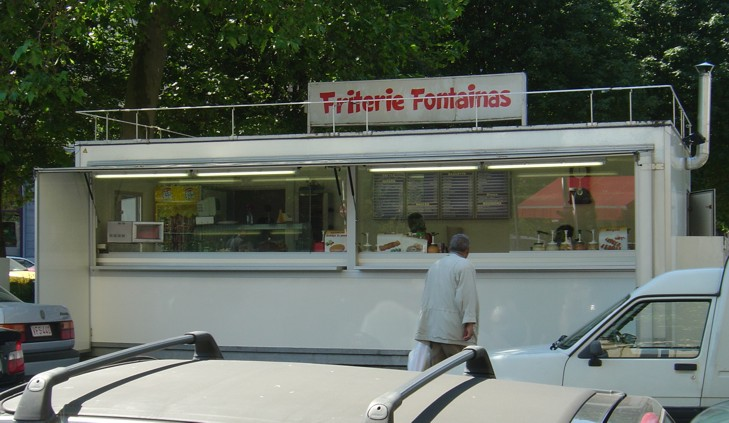
Un frietkot o friterie.

### Patatas fritas belgas
Las patatas fritas son un producto belga que se prepara con tiras de patata fritas en grasa de buey (receta típica en la mayor parte del país) o aceite. Normalmente se realiza la fritura en dos etapas, en la primera se hacen a fuego medio hasta que tienen un poco de color y están hechas por dentro, en la segunda etapa se fríen a fuego alto para que adquieran el color dorado. Las patatas fritas son muy típicas de Bélgica. Se venden sobre todo en puestos llamados frietkot (neerlandés) y friterie (francés), estos se pueden encontrar en los lugares más transitados de las ciudades, existen tiendas fijas y puestos móviles. Es un tipo de restaurante especial en el que se compra sobre todo comida frita. Muy a menudo no se puede comer en el restaurante mismo. Se tiene que llevar la comida a casa o comerla en una terraza fuera del puesto. Aunque los belgas también pueden preparar las patatas fritas en casa, a menudo prefieren comprar este producto en estos puestos especializados. Las patatas fritas se sirven con salsas fundamentadas en la mahonesa tales como la fritessaus.
Además de comer las patatas fritas solas también existen combinados como la Mitraillette o Metralleta, un bocadillo de patatas, carne (normalmente salchichas) y salsa.

### Queso francés
En Bélgica se produce un gran número de quesos delicados. La cocina belga cuenta con más de ochenta variedades y supera en proporción a las existentes en Suiza, Holanda y Francia juntas[cita requerida]. Existen quesos protegidos con denominación de origen como el Fromage de Herve. Existen cinco tipos de quesos belgas, es decir: queso con vetas azules, queso medio duro, queso duro, queso fresco y queso blando. Los quesos belgas se comen muy a menudo después del plato principal. Es la razón por la que se producen muchos quesos de postre. Algunos quesos belgas populares son: Passendaele, Beauvoorde, Lo, Wijnendale, Floreffe, Maredsous, Damme, Queso de Orval, Limburger, queso de cabra, maquée, etc.

### Chocolate belga

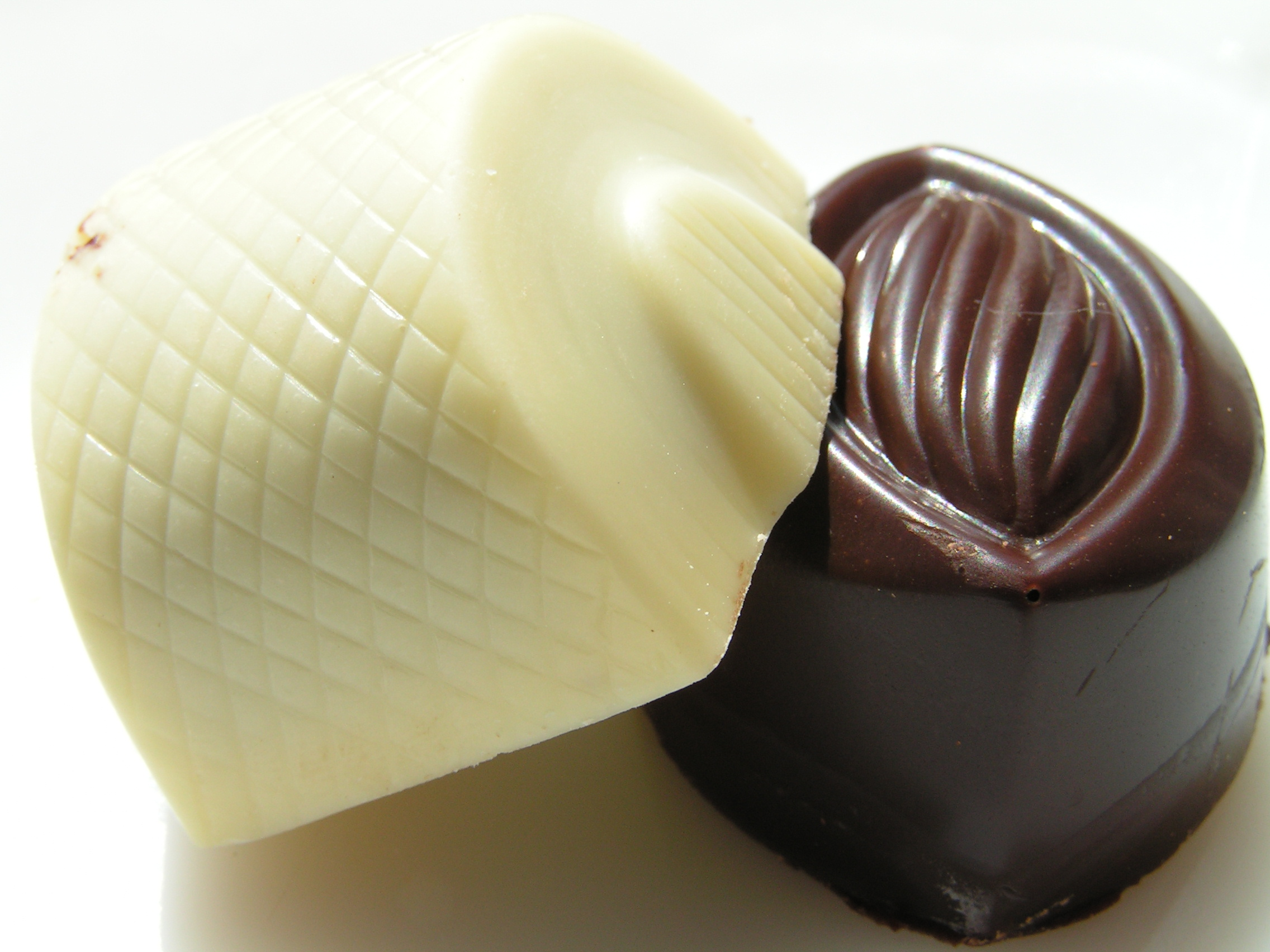
Bombones belgas.

El chocolate belga goza de una fama mundial, gracias a la tradición que impone una ley fuerte para la producción. Aunque una norma europea autoriza el uso del 5 % de grasa vegetal que no proviene de manteca de cacao, la mayoría de los fabricantes de chocolate artesanales sigue respetando “la pauta del 100 %”. La calidad de este chocolate se garantiza por el sello de calidad del Estado belga, que se llama “Ambao”.
Una de las especialidades más famosas de Bélgica son sin duda alguna los bombones. Se dice que son inventados por Jean Neuhaus junior en 1912. Tres años más tarde habría inventado la caja de chocolates que garantiza que el chocolate mantiene su temperatura después de la compra. Hoy en día existen cerca de cien diferentes tipos de bombones, que se dividen en categorías, tales como: manons (bombones rellenos de una crema de vainilla, mantequilla y un pacán, envueltos en chocolate blanco), trufas, bombones con nata, con mazapán y con licor.

### Ginebra
La ginebra es una bebida alcohólica a base de cebada malteada y cereales, a menudo aromatizada con el junípero y especias. Las especias utilizadas difieren de región en región. Los últimos años las ginebras con sabores de frutas (por ejemplo de limón, manzana, maracuja morada...) o de crema (vainilla, chocolate) se hicieron cada vez más populares. La marca más conocida es Filliers. En su destilería de cereales en Deinze (una ciudad en Flandes Oriental) se produce una amplia gama de ginebras según el método tradicional desde 1880.
La ciudad de la ginebra por excelencia es la ciudad de Hasselt en Flandes. En Hasselt se encuentra un museo nacional de ginebra y en octubre se celebran las fiestas de la ginebra.

### Cervezas belgas
Otra especialidad de Bélgica es su gran variedad en cervezas, especialmente de cervezas de abadía, cervezas trapistas y cervezas especiales. A pesar de que Bélgica es un país pequeño, cuenta con gran número de cervezas (más de 1000), diferentes grandes marcas (Duvel, Maredsous, Vedett, Jupiler, Stella Artois, Hoegaarden, De Koninck, Rodenbach...) y una amplia gama de sabores. Casi cada cerveza tiene su propio vaso, que puede tener una forma muy variada.

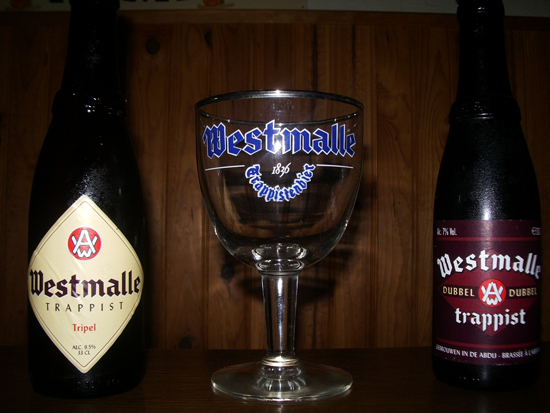
Westmalle.

#### Cervezas de abadía
Las cervezas de abadía son elaboradas por los padres de la abadía o asocian su nombre a la abadía o la comunidad conventual. Se puede reconocer la asociación de manera oficial, cuando la cerveza reúne el reglamento, o no. Algunos ejemplos de cervezas reconocidas como cerveza de abadía son Leffe, St-Feuillien, Grimbergen... En el caso de que se elabora la cerveza por cistercienses, se llama la cerveza trapista (véase más abajo). Asimismo existen cervezas que no cumplen con el reglamento, porque por ejemplo no se elabora en la abadía pero sí existe bajo el nombre de la abadía sin tener un vínculo con ella. Otro grupo son las cervezas que no tienen el nombre de una abadía, pero se dice que serían elaboradas según tal receta, como Witkap y Sint-Bernardus.
Las cervezas de abadía y trapistas en realidad no son verdaderas especies de cervezas y no son exclusivamente belgas, pero generalmente se asocian con Bélgica.
Existen diferentes tipos de cervezas de abadía. Las más conocidas son la cerveza doble, relativamente dulce y de color marrón oscuro, de doble fermentación; la cerveza triple, de color rubio dorado y de triple fermentación o la cerveza rubia (blond).

#### Cervezas trapistas
Las cervezas trapistas (o trapenses) reciben la denominación trapista porque son elaboradas en monasterios trapenses. En Bélgica hay seis: Chimay, Westmalle, Orval, Rochefort, Westvleteren y Achel.

#### Cervezas especiales

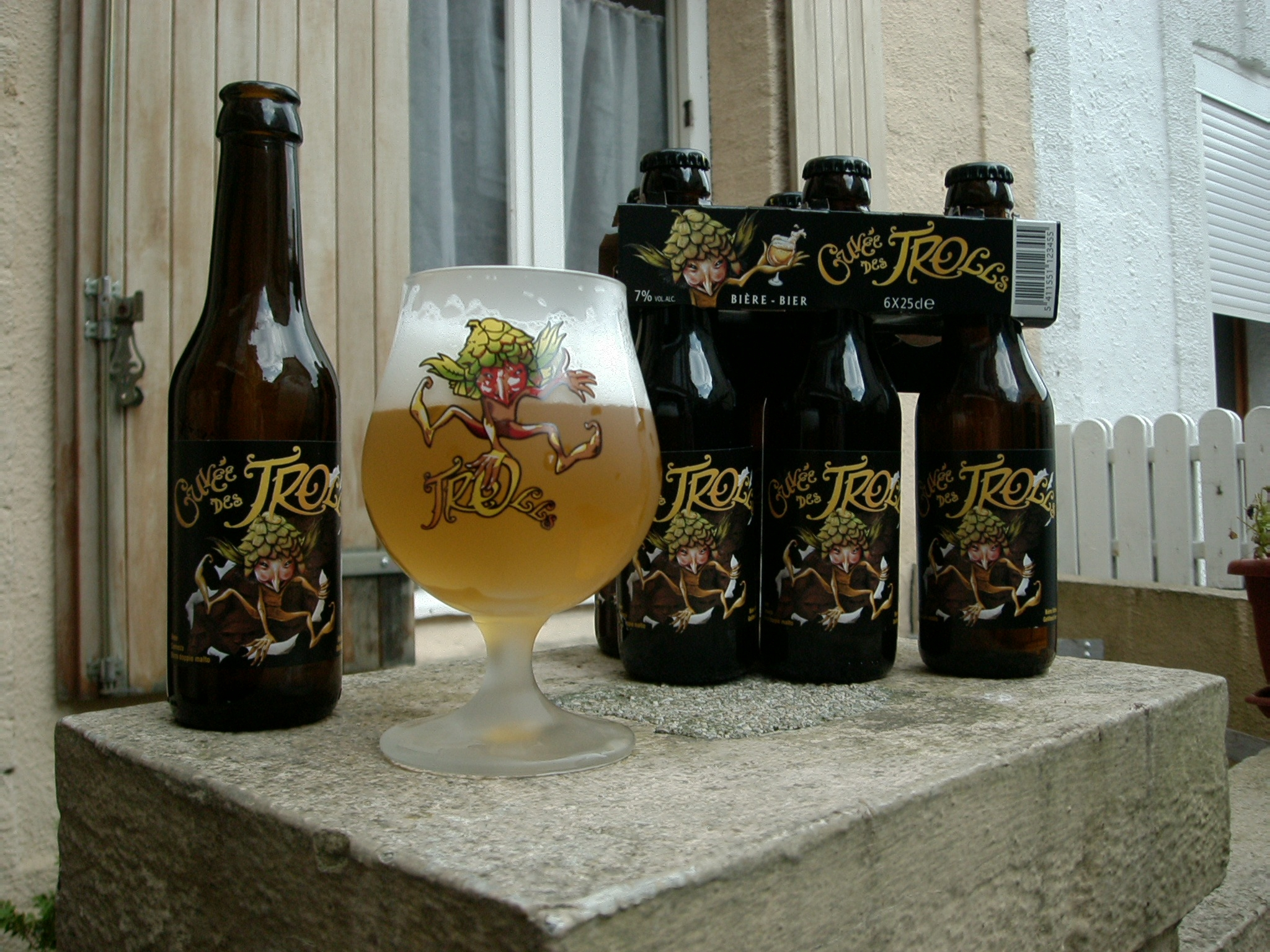
Cervezas especiales.

Las cervezas especiales se caracterizan por su receptura, sus aditivos (frutas, especias, plantas) y su fermentación como la Lambic, une cerveza elaborada con una mezcla de trigo y cebada. Gueuze es una mezcla de cervezas lambic. La lambic de cerezas o Kriek y la Framboise (un lambic de frambuesas) son cervezas afrutadas. Algunas marcas han endulzado sus cervezas kriek, por lo que son muy popular entre jóvenes y mujeres.

#### Cultura de la cerveza
La gran diversidad de cervezas va acompañada de una cultura de la cerveza local muy rica, de lo que los belgas se enorgullecen mucho. Bélgica cuenta con innumerables bares donde se sirve un gran número de cervezas embotelladas o de barril, en su vaso específico.

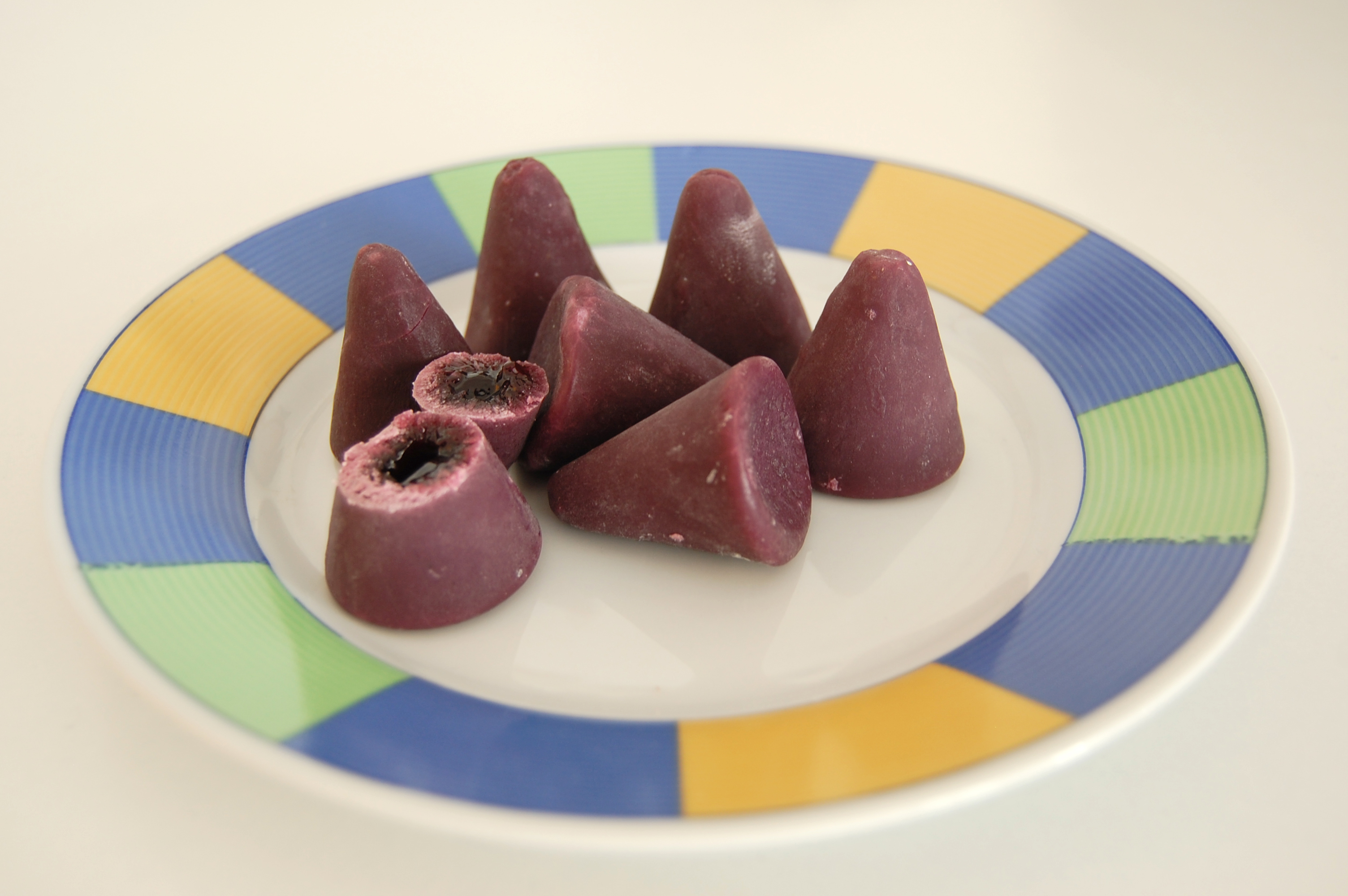
Cuberdons.

### Otros productos
Bélgica conoce también unos productos muy dulces que son muy queridos como Cuberdons, Couque de Dinant, speculoos (o spekulatius) y el pastel regional mattentaart.
Los cuberdons son un tipo de bombón belga, de color rojizo o cárdeno y aromatizado con el sabor de frambuesas. Los bombones son elaborados con almíbar y goma arábiga. Los cuberdons están reconocidos como producto regional belga y en Flandes se los llama neuzekes (o narices en español).

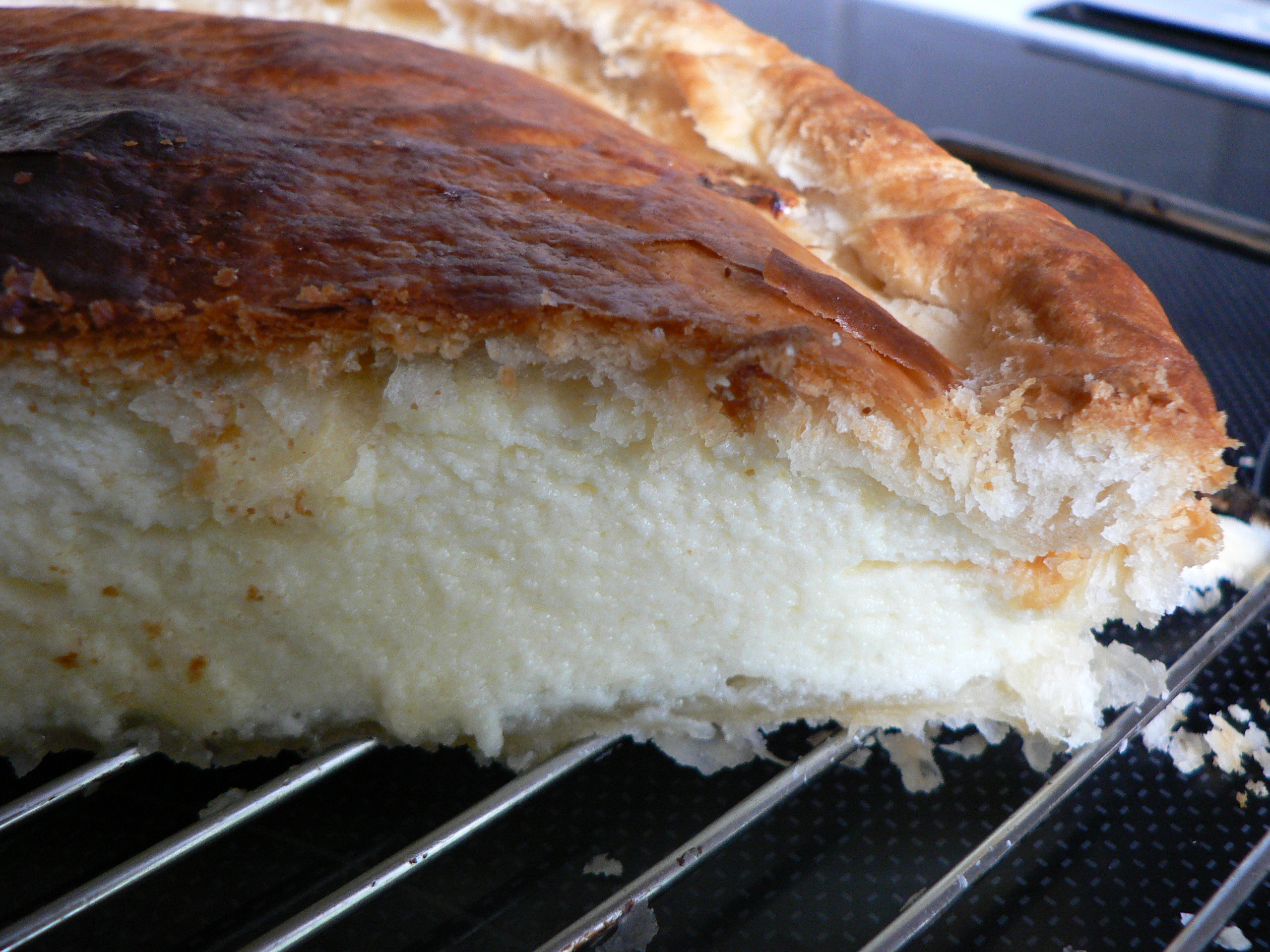
La mattentaart, producto regional belga protegido.

El speculoos es una especie de galleta que se hace mezclando mantequilla con azúcar moreno, levadura en polvo, harina y una combinación de las llamadas especias de speculoos: canela, nuez moscada, clavo, jengibre en polvo, cardamomo y pimienta blanca. También existe una pasta a base de speculoos para untar las rebanadas de pan.
Un mattentaart es un pastel pequeño a base de hojaldre, huevos, leche entera, leche mazada, azúcar y aroma de almendras. Es una especialidad local, reconocida como producto regional y protegida, de la ciudad flamenca Geraardsbergen en Flandes Oriental. Esto se debe a la etiqueta Indicación Geográfica de la Comisión Europea que procura que la mattentaart pueda fabricarse únicamente en la zona fijada, según un proceso determinado.